# Zator (gmina)
Pour les articles homonymes, voir Zator.
Zator est une gmina mixte du powiat de Oświęcim, Petite-Pologne, dans le sud de Pologne. Son siège est la ville de Zator, qui se situe environ 16 km à l'est d'Oświęcim et 37 km à l'ouest de la capitale régionale Cracovie.
La gmina couvre une superficie de 51,44 km2 pour une population de 9 049 habitants.

## Géographie
Outre la ville de Zator, la gmina inclut les villages de Graboszyce, Grodzisko, Laskowa, Łowiczki, Palczowice, Podolsze, Rudze, Smolice et Trzebieńczyce.
La gmina borde les gminy de Alwernia, Babice, Przeciszów, Spytkowice, Tomice et Wieprz.